# Cerro Jaquima
Cerro Jaquima är en ort i Mexiko.   Den ligger i kommunen Ocotepec och delstaten Chiapas, i den sydöstra delen av landet, 700 km öster om huvudstaden Mexico City. Cerro Jaquima ligger 1 029 meter över havet och antalet invånare är 199.
Terrängen runt Cerro Jaquima är kuperad söderut, men norrut är den bergig. Runt Cerro Jaquima är det ganska tätbefolkat, med 104 invånare per kvadratkilometer. Närmaste större samhälle är Tapilula, 13,2 km öster om Cerro Jaquima. I omgivningarna runt Cerro Jaquima växer i huvudsak städsegrön lövskog.